# Onychoprion fuscatus
La sterna fuligginosa o rondine di mare oscura (Onychoprion fuscatus, Linnaeus, 1766), è un uccello della sottofamiglia Sterninae nella famiglia Laridae.

## Tassonomia
Onychoprion fuscatus possiede sette sottospecie:
- O. fuscatus fuscatus
- O. fuscatus nubilosus
- O. fuscatus serratus
- O. fuscatus kermadeci
- O. fuscatus oahuensis
- O. fuscatus crissalis
- O. fuscatus luctuosus

## Distribuzione e habitat
Questa sterna ha un vasto areale che va dal Canada atlantico fino a Cile e Argentina in America; dalla Norvegia fino al Golfo di Guinea e dal Sudafrica fino all'Australia, passando per le coste dell'Oceano Indiano di Africa e Asia; è presente in Oceania e sulle coste pacifiche di Asia e Americhe. Raramente la si incontra anche nel Mediterraneo, nel Mar Baltico, a Terranova, in Gran Bretagna, Nuova Zelanda, Colombia e su alcune isole dell'Oceano Atlantico.

## Galleria d'immagini

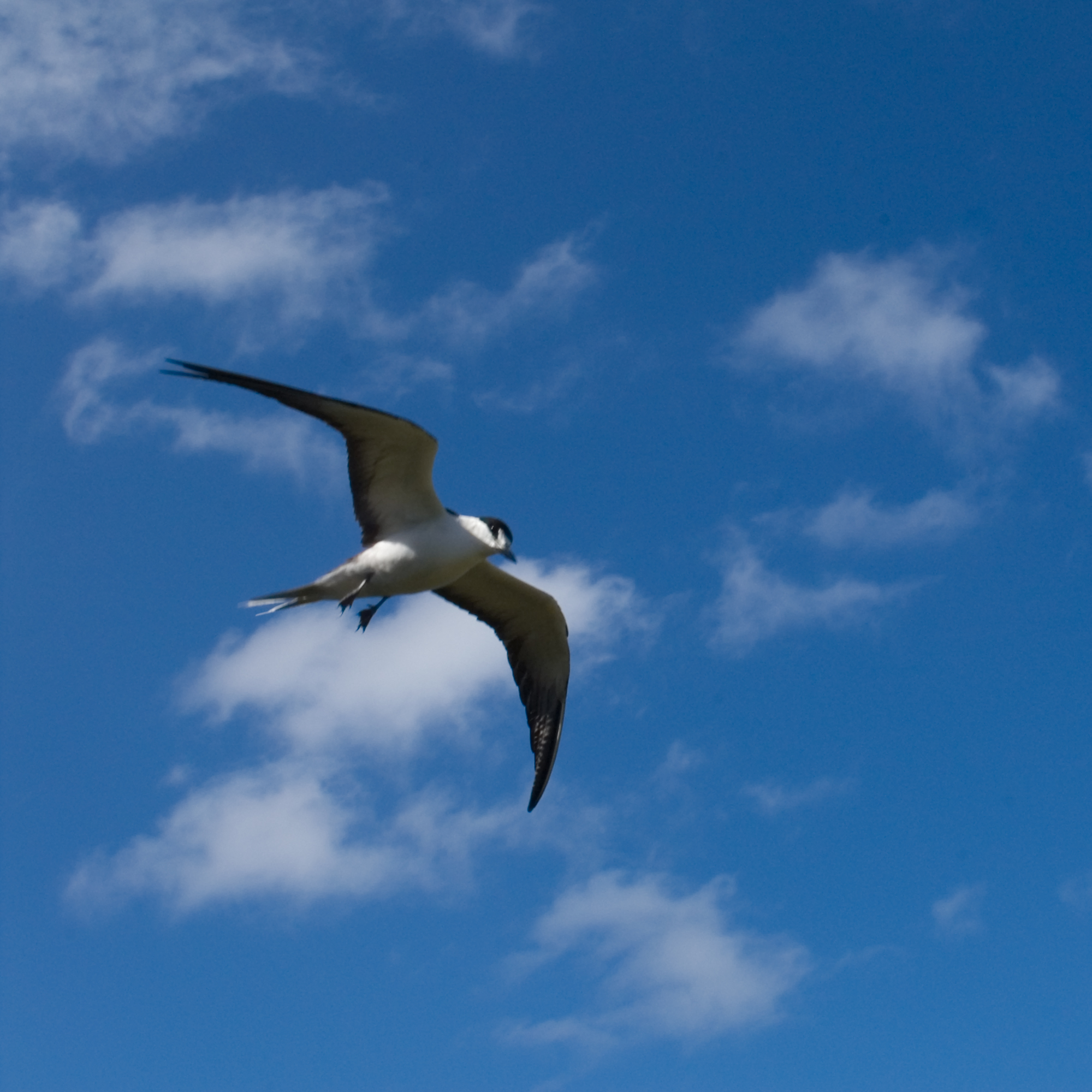
Sterna fuligginosa in volo
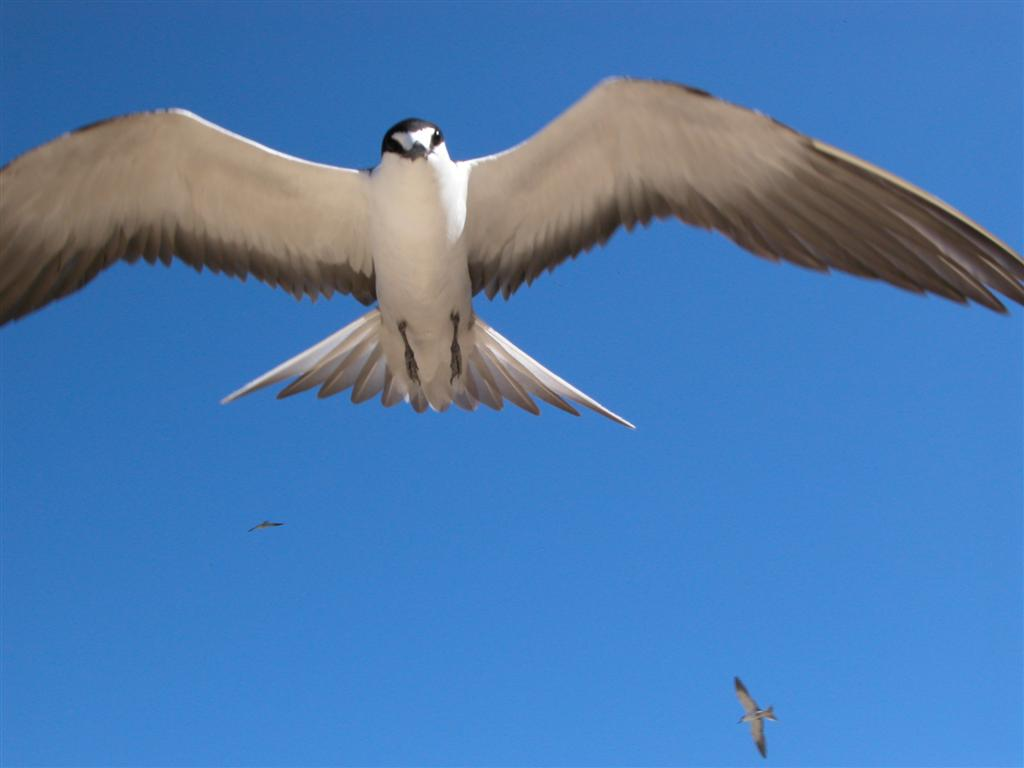
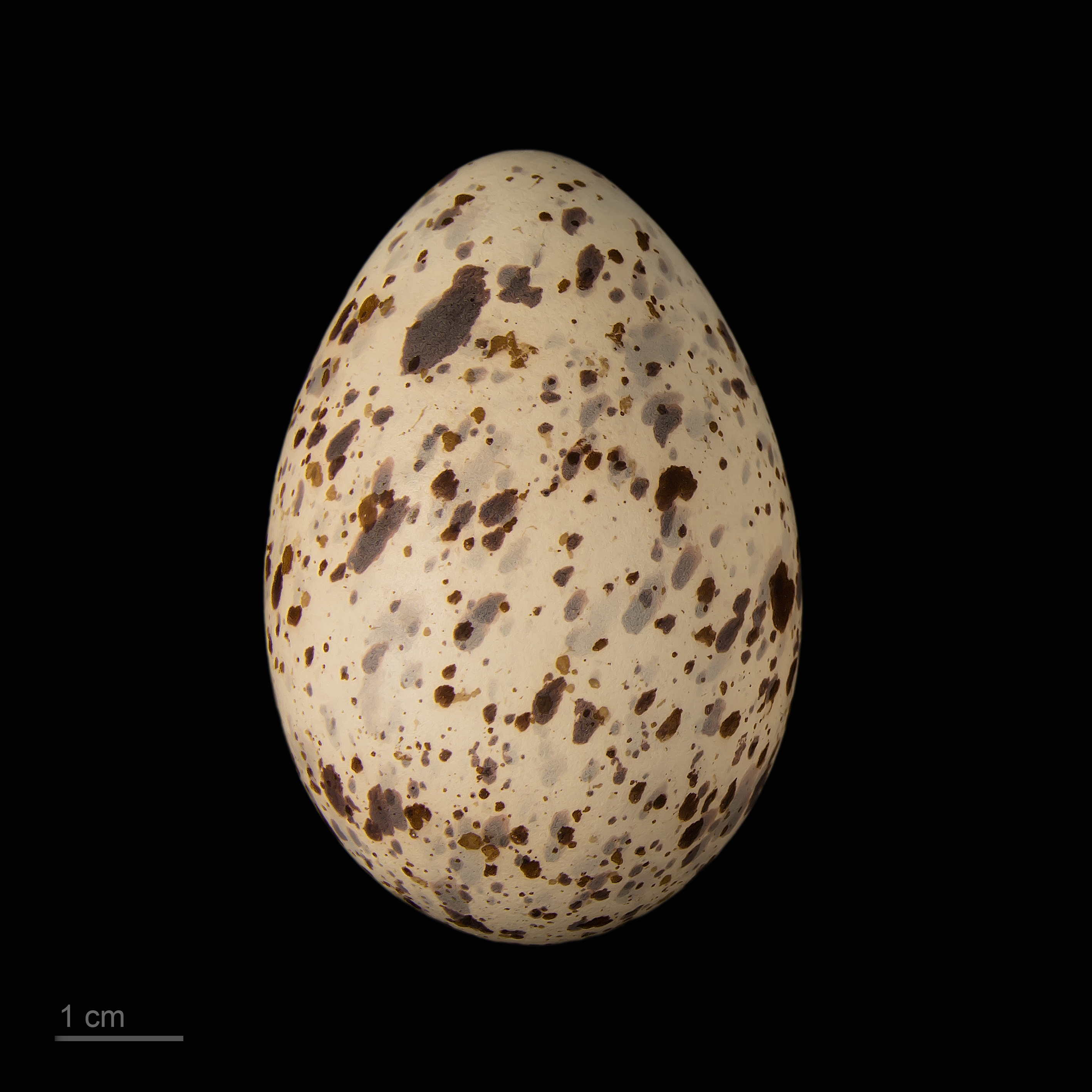
Museum specimen